# Partido de Copiapó
El Partido de Copiapó fue una división territorial del Imperio español dentro de la Capitanía General de Chile. Corresponde a la antigua Provincia o Corregimiento de Copiapó, que desde 1811 forma parte de la Intendencia de Coquimbo.

## Población
De acuerdo al censo de 1813, el partido de Copiapó tenía una población de 8705 habitantes, de los cuales 3793 eran hombres (43,5%) y 4912 mujeres (56,5%). De ellos 1241 eran españoles americanos (14,2%), 3868 españoles peninsulares (44,4%), 11 españoles asiáticos, canarios y africanos (0,1%), 1 indígena, 1969 mestizos (22,6%), 1435 mulatos (16,4%) y 180 negros (2%).
Su población llevaba a cabo principalmente actividades ligadas a la agricultura, ganadería y minería. De acuerdo al censo de 1813, contaba con 107 hacendados o pequeños propietarios, 1528 trabajadores inquilinos o jornaleros, 260 peones mineros, 1154 artesanos, 44 comerciantes, 22 militares, 3 profesores, 199 criados libres y 260 esclavos.